# 哥里史達林紀念館
哥里史達林紀念館（俄语：Государственный музей Сталина）是一座位於格鲁吉亚哥里的一座博物館，致力於紀念出生於哥里的蘇聯領導人约瑟夫·斯大林的生平。同時保留許多蘇聯時代的文物與相關收藏。

## 概述
哥里史達林紀念館分為三個部分，並位於哥里的中心廣場。它於1957年落成。隨著蘇聯的垮台和格魯吉亞的獨立運動，該博物館原本於1989年關閉，但此後重新開放，現在是當地一個受歡迎的旅遊景點。

### 史達林故居

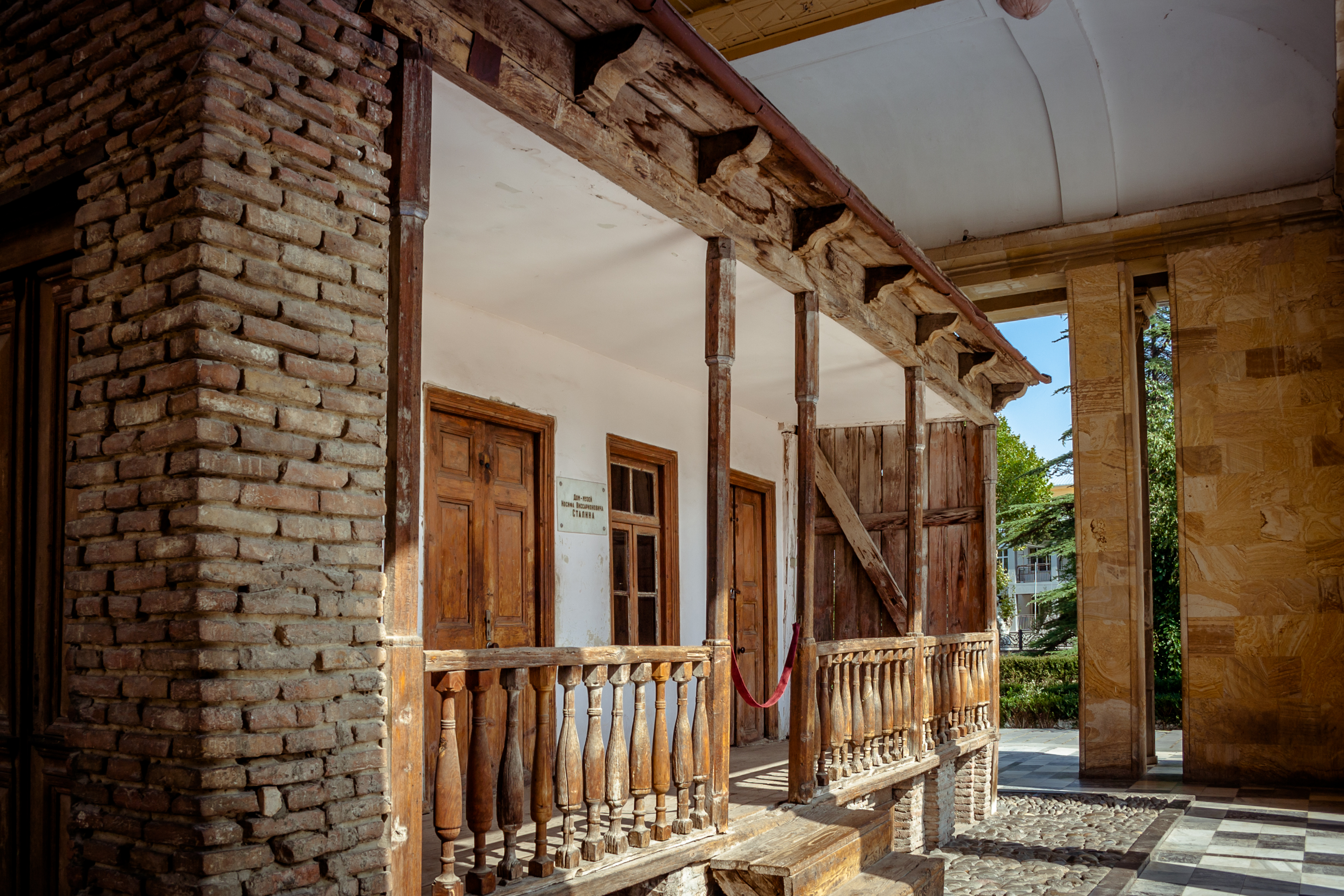
史達林故居

一座古典建築物亭子內展示著一座小木屋，是史達林於1879 出生並在4歲前所居住的小木屋。該小屋一樓有兩個房間。原本史達林的父親维萨里奥·朱加什维利曾在建築物左側的一個房間開設店舖，並在地下室開了一間作坊。房東則住在另一個房間。小屋最初是一排類似住宅，其他的建築物已經被拆除。

### 史達林博物館

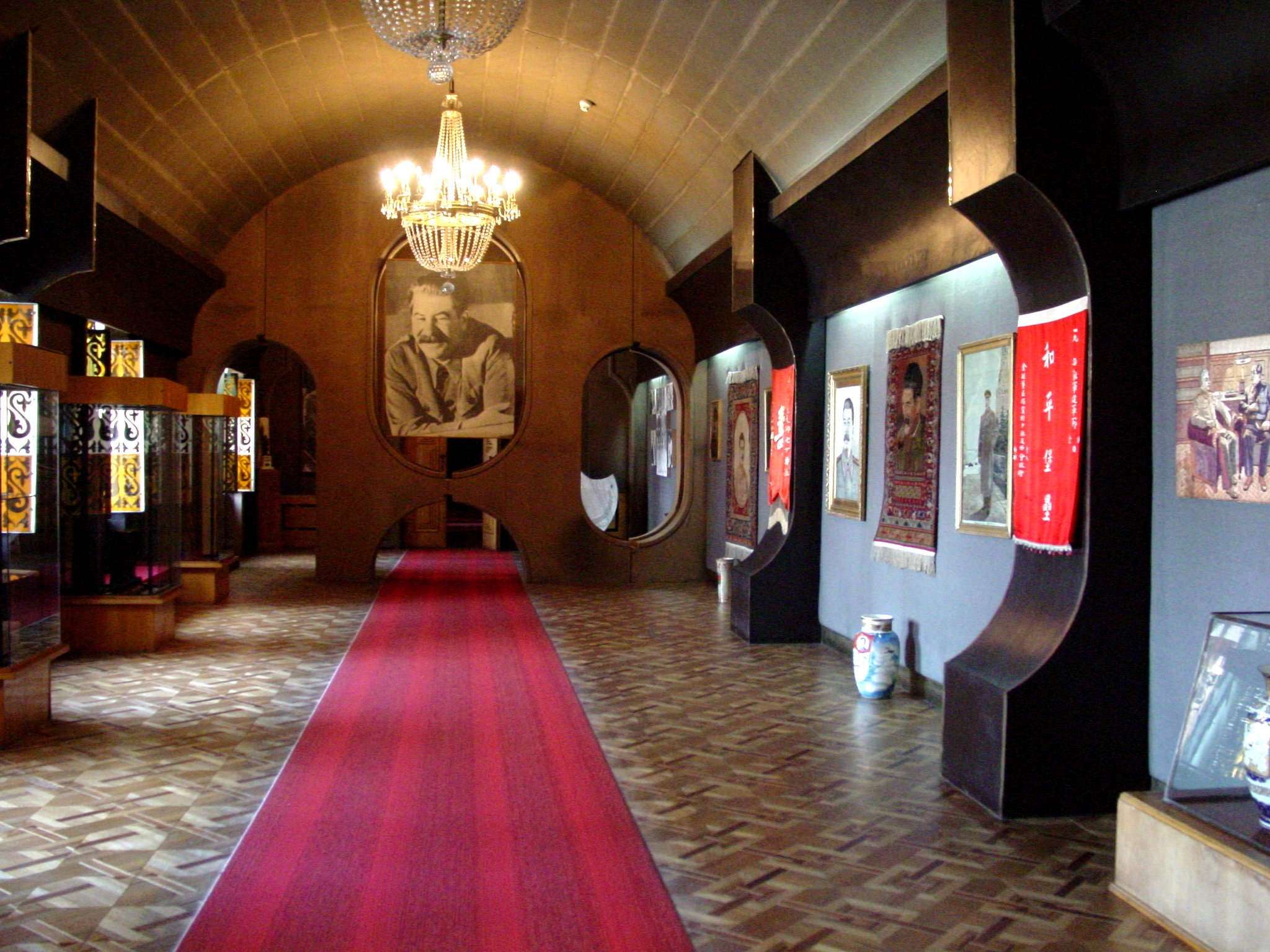
史達林博物館

博物館的主要主體是一座哥特式風格的大型宮殿，始建於1951年，表面上是一座社會主義歷史博物館，但顯然是為了紀念1953年去世的史達林。展品分為六個展廳。更大致按時間順序排列，其中包含展示一些史達林實際或據稱擁有的許多物品，包括辦公家具、個人物品、多年來各地人士送給他的禮物。也展示插圖，包括文件、照片、繪畫和報紙文章。最終的展覽以史達林死後不久拍攝十二張死亡面具之一結束。

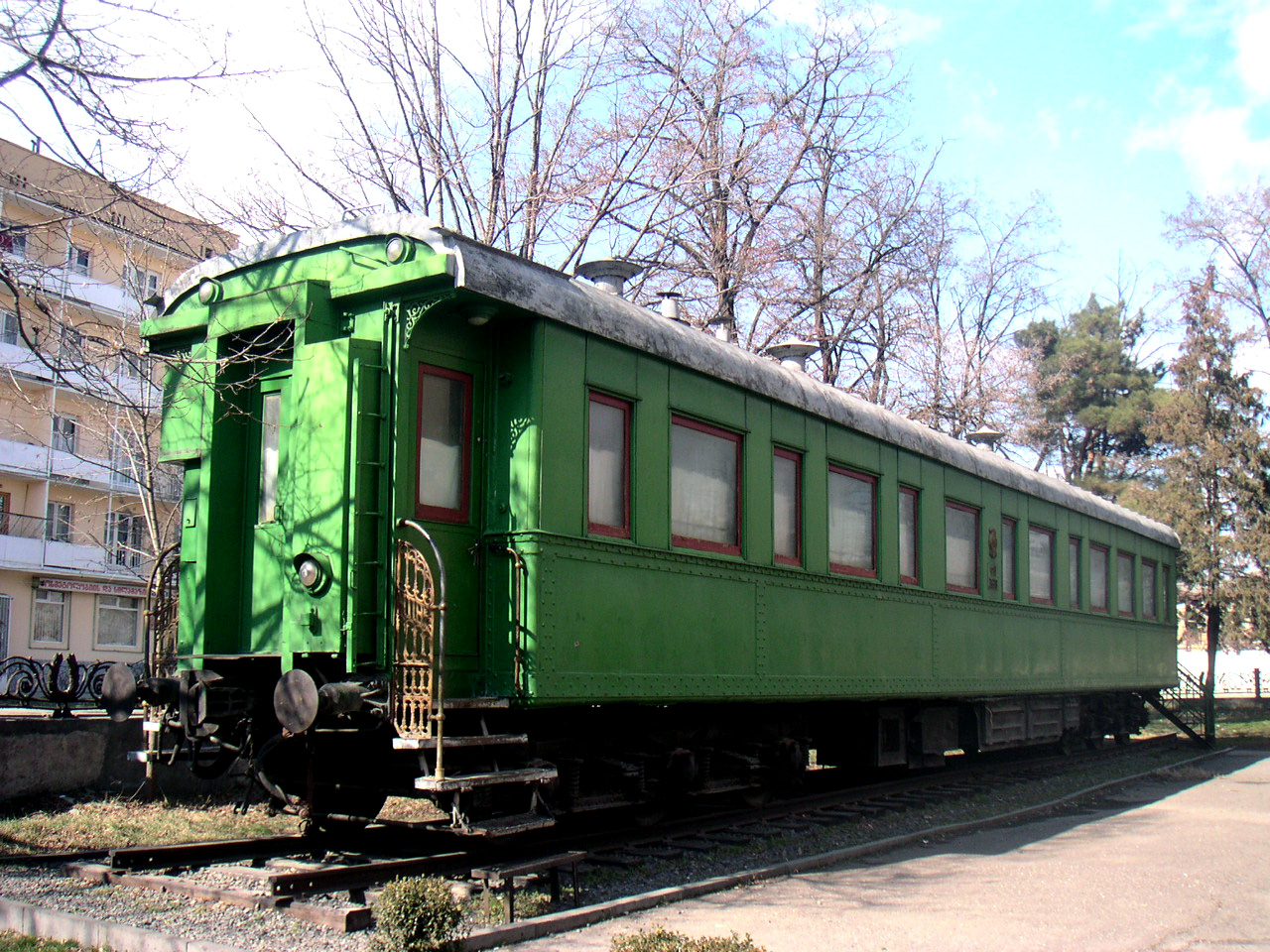
史達林的私人火車車廂

博物館的一側展示了史達林的私人火車車廂。從1941年起，斯大林就使用了這輛車項出席雅爾塔會議和德黑蘭會議。1985年，該車廂在從頓河畔羅斯托夫的鐵路站場被發現後被送往博物館保存。

## 轉型
在2008年俄格戰爭之後，2008年9月24日，喬治亞文化部長尼科洛茲·瓦切什維利（Nikoloz Vacheishvili）宣布，哥里史達林紀念館將在不久的將來改組為「俄羅斯侵略博物館」。入口處放置了一面橫幅，上面寫著：「這個博物館是對歷史的篡改。它是蘇聯宣傳的典型例子，它試圖使歷史上最血腥的政權合法化。」但是該橫幅在2017年被刪除。
中央廣場的史達林紀念碑於2010年6月25日被拆除，併計劃將其放置在博物館中。 2012年12月20日，哥里市議會投票結束改變博物館內容的計劃。
其他關於改造的建議包括「展覽轉型」的想法，藉由歷史性的比對突出原始展示許多不准確資訊和虛假消息，評論員還建議，基於全面的轉型方案，博物館在轉型的過程需要廣泛的大眾參與。

## 外部連結
- The Stalin Museum official website
- Laurence Weinbaum, "Georgia, in the shadow of Stalin and Putin" i24, April 14, 2014
- The Town Where They Still Love Stalin (Marc Bennetts, RIA Novosti)